# Vester Hornum Sogn
Vester Hornum Sogn er et sogn i Vesthimmerlands Provsti (Viborg Stift).
I 1800-tallet var Hyllebjerg Sogn og Flejsborg Sogn annekser til Vester Hornum Sogn. Alle 3 sogne hørte til Års Herred i Aalborg Amt. Vester Hornum-Hyllebjerg-Flejsborg sognekommune blev ved kommunalreformen i 1970 indlemmet i Farsø Kommune, der ved strukturreformen i 2007 indgik i Vesthimmerlands Kommune.
I Vester Hornum Sogn findes Vester Hornum Kirke.
I sognet findes følgende autoriserede stednavne:
- Hornumholm (bebyggelse)
- Krogstrup (bebyggelse, ejerlav)
- Krogstrup Mark (bebyggelse)
- Præstens Høj (areal)
- Rise (bebyggelse, ejerlav)
- Vester Hornum (bebyggelse, ejerlav)
- Ørndrup Mark (bebyggelse)